# Acragas mendax
Acragas mendax är en spindelart som beskrevs av Bauab Vianna, Soares 1978. Acragas mendax ingår i släktet Acragas och familjen hoppspindlar. Inga underarter finns listade i Catalogue of Life.